# Atelognathus salai
Az Atelognathus salai a kétéltűek (Amphibia) osztályába, a békák (Anura) rendjébe és a Batrachylidae családba tartozó faj. Nevét Osvaldo Rubén Sala tiszteletére kapta.

## Előfordulása
A faj Argentínában és Chilében honos. Argentínában Santa Cruz tartományban, Chilében a Lago Jeinimeni természetvédelmi területen található meg populációja. Természetes élőhelye szubantarktikus erdők, szubantarktikus rétek, édesvízi mocsarak. A fajt élőhelyének elvesztése fenyegeti.